# Fuerzas Armadas de Bielorrusia

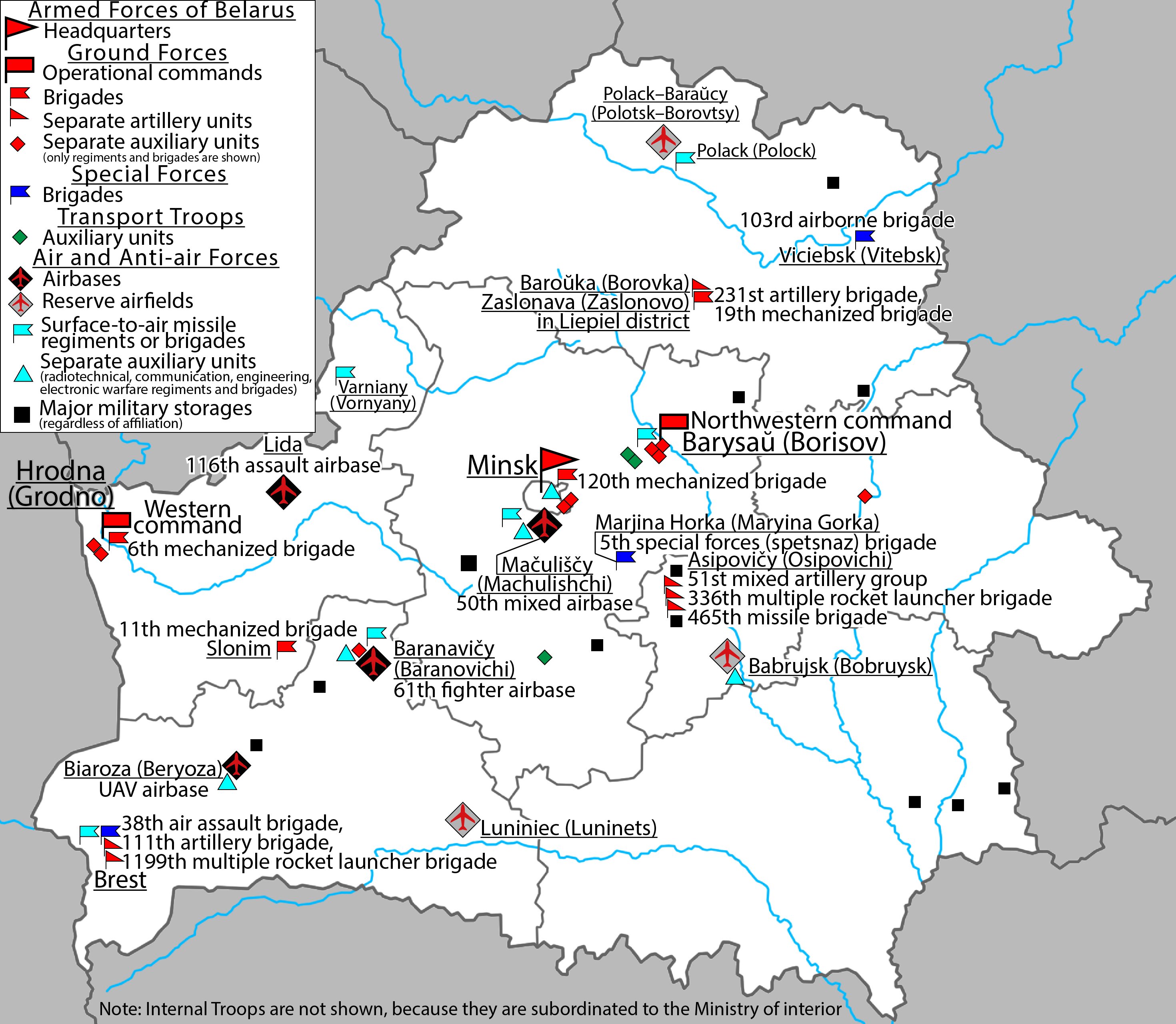

Las Fuerzas Armadas de Bielorrusia (en bielorruso: Узброеныя сілы Рэспублікі Беларусь - УС РБ, Uzbrojenyja sily Respubliki Bielaruś, en ruso: Boopyжённыe cилы Pecпyблики Бeлapycь, Vooružennyje sily Respubliki Bjelarus) están formadas por el Ejército de Bielorrusia y las Fuerza Aérea de Bierlorrusia, todas ellas bajo control del Ministerio de Defensa de la República de Bielorrusia. El teniente general Víktor Jrenin es el ministro de Defensa bielorruso desde el 20 de enero de 2020. Al ser un país sin salida al mar, Bielorrusia carece de fuerza naval.
La antigua República Nacional Bielorrusa (1918-1919) no tuvo tiempo para constituir unas fuerzas armadas debido a su efímera existencia, pero aun así hay documentos que atestiguaban la intención de crear un cuerpo militar.
El Ministerio de Defensa de la República de Bielorrusia es la organización gubernamental que carga con la responsabilidad de comandar y dirigir las Fuerzas Armadas de Bielorrusia. La constitución de este ministerio tuvo lugar en 1992, un año después del final de la Unión Soviética.

## Historia
El 20 de septiembre de 1991, el Soviet Supremo de la RSS de Bielorrusia fijó la resolución: «Hacia la formación de las Fuerzas Armadas de la República de Bielorrusia»; y el 11 de enero de 1992 la resolución: «Desplegar a las Fuerzas Armadas en el territorio de la República de Bielorrusia». El 18 de marzo del mismo año, la Duma de Minsk aprobó la primera de las dos resoluciones anteriores, tras lo que encargaron al Gobierno: «comenzar la formación de las Fuerzas Armadas bielorrusas» .
El 3 de noviembre de 1992 se podían dar por constituidas las Fuerzas Armadas de la República de Bielorrusia.

## Estructura

Emblema del Ministerio de Defensa bielorruso.

Hasta 1992, el Distrito Militar Bielorruso de la URSS comprendía el V Ejército de Tanquistas, la VII Brigada de Tanques, el XXVIII Ejército Rojo, la CXX División de Motoristas, la LI Brigada Aerotransportable, el LXXII Centro de Entrenamiento de Guardias y unidades logísticas del Ejército Rojo.
En mayo de 1992 el Distrito Militar Bielorruso fue abolido, para el 1 de enero de 1993 todo el personal del Ejército Rojo pasó a jurar lealtad a Bielorrusia o a retirarse de la vida castrense. Esto explica que casi el 90 % de la cúpula militar bielorrusa sea étnicamente de Rusia, así como las buenas relaciones entre ambas fuerzas armadas.
El número actual de personal en las Fuerzas Armadas es de 72.940 (IISS 2007), aunque se está planeando reducirlos a 60.000. Los jóvenes bielorrusos deben efectuar el servicio militar durante 12 meses (si cursan estudios superiores) o durante 18 meses (si no los cursan):

### Fuerzas terrestres
La biblioteca del Congreso de Estados Unidos afirmaba en 1994 que Bielorrusia contaba con 52.500 efectivos en el Ejército de Tierra. Estaban organizados en tres cuarteles generales, dos divisiones motorizadas, una división de paracaidistas, una división de artillería, tres divisiones mecanizadas, una brigada de paracaidistas, tres brigadas de misiles tierra-tierra, dos brigadas antitanques, una brigada de fuerzas especiales, y siete brigadas de misiles tierra-aire. Incluyendo, además, 3.108 tanques de batalla (79 T-54, 639 T-55, 291 T-62, 299 T-64, 8 T-80 y 1.800 T-72), 419 lanzamisiles de medio alcance, 60 misiles tierra-tierra, y 350 misiles tierra-aire.

### Fuerzas Aéreas
En el 2007, la Fuerza Aérea y la Fuerza de Defensa Aérea consistía en 18.170 efectivos (dos bases de cazas / interceptores, cuatro FGA / escuadrones de reconocimiento, una base aerotransportable, aviones de entrenamiento, helicópteros de ataque, de apoyo y unidades de SAM). El equipamiento de la Fuerza Aérea incluía en 2004 260 aviones FGA / entrenamiento y 80 helicópteros de ataque.

### Tropas internas
Las tropas internas fueron formadas sobre la base de las tropas de lo que fuera la antigua Unión Soviética posteriormente a su colapso. Consisten en 3 brigadas y 7 batallones independientes (numerados consecutivamente). Entre las formaciones de las tropas internas se encuentra la brigada de fuerzas especiales "3ª Banda Roja" (localizada en Minsk, Uruchcha). Esta brigada lleva tareas tales como control de masas, contraterrorismo, asistencia a puestos fronterizos en caso de complicaciones de las condiciones operativas en las fronteras. Adicionalmente, la brigada ha sido entrenada en el programa de armas combinadas para casos de conflictos armados. Fue formada en los años 1990 en base al 334º regimiento de la 120ª división de Guardias Fusileros Motorizados 'Rogachev'.
El 21 de diciembre de 2001 una importante reorganización de las fuerzas terrestres produjeron dos comandos territoriales-operacionales, producidos por dos ex cuarteles generales. Todas las fuerzas terrestres bielorrusas están ahora agrupadas dentro de estos 2 comandos: el Comando Operacional del Oeste en Grodno, formado por los que fueran el 28º Cuerpo del Ejército Soviético; y el Comando Operacional del Noroeste, formado por el 65º Cuerpo del Ejército, en Borisov.
En 1995, la Academia Militar de Bielorrusia se formó en bases de dos instituciones educacionales militares - la Escuela de defensa aérea y cohetes de las Fuerzas de Defensa Aérea de Minsk y la Escuela Superior de Comandancia de Minsk. Los 10 departamentos entrenan oficiales de 38 especialidades para casi todas las armas en servicio. También en 1995 se le dio el carácter de institución educativa secundaria gubernamental de especialidad militar para hombres jóvenes.
Desde cerca del 2001, las fuerzas de defensa territoriales, que a partir del 2002 suman alrededor de 150.000 efectivos, han ido formándose y organizándose en batallones, compañías y pelotones esparcidos a lo largo de todo el territorio nacional de Bielorrusia.

### Estructura actual[6]
- Ministerio de Defensa de la República de Bielorrusia
  - Comando Central de Elementos de Apoyo
  - Estado Mayor General de las Fuerzas Armadas
    - Fuerzas Terrestres
      - Comando Operacional del Oeste
      - Comando Operacional del Noroeste

    - Fuerza Aérea y Defensa Aérea
      - Comando Táctico-Operacional del Oeste
      - Comando Táctico-Operacional del Noroeste

    - Elementos de apoyo de Combate de las Fuerzas Armadas
      - Reconocimiento
      - Guerra Electrónica
      - Señales
      - Ingenieros
      - Defensa NBC
      - Topografía y Navegación
      - Mantenimiento

    - Elementos Logísticos de las Fuerzas Armadas
      - Material de Apoyo
      - Apoyo logístico
      - Soporte Médico
      - Soporte Veterinario
      - Construcción Militar

## Doctrina militar
Los objetivos militares de las Fuerzas Armadas de Bielorrusia son defender los intereses del estado Bielorruso. Sin embargo, a veces este objetivo es ambiguo, y se hace más complejo con los distintos tratados firmados con Rusia. La membresía en la Comunidad de Estados Independientes, como también en el Tratado de Unión de Rusia y Bielorrusia firmado en 1996 y el Tratado de Formación de un Estado Unido en 1999, ha confirmado una estrecha relación con Rusia. Gran parte del sistema de defensa aérea está integrado en la red de defensa rusa, y en el 2006 las dos naciones firmaron un convenio para la creación de un sistema de defensa aéreo unificado.

## Equipamiento
Las fuerzas militares de Bielorrusia están exclusivamente armadas con equipo heredado de la extinta Unión Soviética. Los carros de combate principales rusos son del tipo T-72, T-62, y T-55, y los vehículos blindados de combate rusos son del tipo MT-LB, BMP-2, BMP-1, y el BMD-1, así mismo cuentan con los camiones rusos tipo GAZ-66 y el Kamaz-6560. La Fuerza aérea está equipada con los aviones de combate MiG-29 y Su-27, los bombarderos Su-24 y Su-25, así como los helicópteros de ataque Mi-8, Mi-24 y el Mi-24 polaco.
En diciembre de 2005, Bielorrusia compró 10 aviones jet para entrenamiento L-39 a Ucrania, y anunció planes para adquirir 18 aviones de combate Su-30K usados. En 2006 cuatro sistemas antiaéreos o baterías S-300 fueron comprados a Rusia para reforzar el Sistema de Defensa aérea.

### Equipo ligero
- Makarov PM Pistola
- AK-47 Fusil de Asalto
- AKS-47 Fusil de Asalto
- AK-74 Fusil de Asalto
- AK-74M Fusil de Asalto
- AKS-74 Fusil de Asalto
- AKS-74M Fusil de Asalto
- AK-74U Carabina de Asalto
- AKM Fusil de Asalto
- AKMS Fusil de Asalto
- RPD Ametralladora ligera
- RPK Ametralladora ligera
- RPK-74 Ametralladora ligera
- RPK-74M Ametralladora ligera
- RPKS Ametralladora ligera para paracaidistas
- PK Ametralladora multipropósito
- PKM Ametralladora multipropósito
- Ametralladora NSV Pesada
- DShK Ametralladora Pesada
- Dragunov SVD Rifle de Francotirador Semiautomático
- RPG-7 Lanzacohetes Antitanque
- AGS-17 Lanza Granadas Automático
- SPG-9 Fusil Sin Retroceso

### Vehículos acorazados terrestres
Carros de combate principales (MBT por sus siglas en inglés)
- T-55 (29; en reserva)
- T-62 (170; en reserva)
- T-72 (1.465)
- T-80 (92)

Vehículos blindados de combate (AFV por sus siglas en inglés )
- BMD-1 (154)
- BMP-1 (109)
- BMP-2 (1.164)
- BTR-60 (188)
- BTR-70 (446)
- BTR-80 (194)
- MT-LB (66)

### Artillería
- BM-21 Grad Lanzacohetes múltiple, parcialmente actualizado al BM-21A "Belgrad"
- D-30 122 mm Obús remolcado
- D-20 152 mm Obús remolcado
- 2A36 152 mm Obús remolcado
- 2A65 152 mm obús autopropulsado (140)
- 2S1 122 mm obús autopropulsado (246)
- 2S3 152 mm obús autopropulsado (168)
- 2S5 152 mm obús autopropulsado (120)
- 2S9 120 mm obús autopropulsado (54)
- 2S19 152 mm obús autopropulsado (13)
- OTR-21 Tochka Misil Táctico Balístico (SS-21 Scarab) (una brigada)

### Defensa Aérea
- 9K33 Osa (SA-8 Gecko) (24 baterías) (350 SA-8, SA-11, SA-12 y SA-13)
- 9K35 Strela-10 (SA-13 Gopher)
- 9K37 Buk (SA-11 Gadfly) (12 baterías)
- S-300PS (SA-10 Grumble)
- S-300V (SA-12 Giant/Gladiator)